# 特雷斯洪科斯
特雷斯洪科斯，是西班牙卡斯蒂利亚-拉曼恰昆卡省的一个市镇。总面积70平方公里，总人口488人（2001年），人口密度7人/平方公里。